# Hitoshi Saitō (athlétisme)
Pour les articles homonymes, voir Hitoshi Saitō.
Hitoshi Saitō (né le 9 novembre 1986 à Tsuga) est un athlète japonais, spécialiste du sprint et du relais.
Ses records sont les suivants :
- 100 m : 10 s 36 à Hiroshima le 29 avril 2012
- 200 m : 20 s 42 (+ 1,3 m/s) à Hiroshima le 26 juin 2009.